# Jean Violette (écrivain)
Pour les articles homonymes, voir Jean Violette et Violette (homonymie).
Jean Violette, nom de plume de Frédéric-Jean von Gunten, est un écrivain et poète suisse né le 27 février 1876 à Enge (en) (aujourd'hui un quartier de Zurich) et mort le 25 janvier 1964 à Genève.

## Biographie
Jean Violette fonde en 1894 la revue La Violette littéraire qui réunit de jeunes talents, dont Henry Spiess. Jean Violette rassemble le meilleur des travaux de cette association dans le Livre des Dix.
Il est l'auteur, entre autres, de l'œuvre en prose Le Roseau Sonore (1916).
Il est nommé président d'honneur de l'Association des écrivains de Genève lors de sa fondation dans les années 1950.
Il a écrit les paroles de deux chansons composées par George Pileur, Le Compagnon, pour chœur d'hommes, et  Chant de la jeunesse genevoise.

### Vie personnelle
Jean Violette partage la vie de la comédienne française Pauline Carton (1884-1974), rencontrée en 1914, jusqu'à sa mort. L'actrice refusait de jouer ou de tourner au mois d'août qu'elle passait immuablement à Genève. Lorsqu'on lui en demandait la raison, elle répondait : « Au mois d'août, Monsieur, je ne tourne pas. Je fais l'amour. »

## Hommages
- En 1970 la Ville de Genève a donné son nom à une rue entre la rue de Carouge et le Boulevard de la Cluse [4],[5].

## Publications
- Tabliers bleus et tabliers noirs, Lausanne, Genève, Payot, 1923, 300 p.
- La Danseuse et le Coquebin. Nouvelle genevoise, Genève, Éditions de la Petite-Fusterie, coll. « Cahiers de la Petite-Fusterie », 1925
- Le Coquebin. Nouvelles genevoises, Neuchâtel, V. Attinger, 1934
- Fleurs de la vie : vers, Genève, C. Eggimann, 1930, 151 p.
- La Révolution de 46, Genève, W. Aeschlimann, coll. « Genève au temps des crinolines », 1935, 107 p.
- Le Printemps noir. Nouvelles genevoises, Neuchâtel, V. Attinger, 1938, 239 p.
- Le petit garçon, Paris, Julliard, 1958.